# Covenanter Mk V (A13 Mk III)
O Covenanter Mk V (A13 Mk III) foi um "Tanque Cruzador" da Segunda Guerra Mundial de fabricação britânica.